# Denkmal für die Kiewer Stadtgründer
Koordinaten: 50° 25′ 45″ N, 30° 34′ 8″ O

Das Denkmal nach der Restaurierung, August 2010

Das Denkmal für die Kiewer Stadtgründer (ukrainisch Пам’ятний знак на честь заснування міста Києва) ist eine am 22. Mai 1982 zur 1500-Jahr-Feier Kiews erbaute Skulpturengruppe und ein Wahrzeichen der ukrainischen Hauptstadt Kiew. Es soll an die legendären Gründer Kiews erinnern.
Es stellt ein neun Meter langes Boot dar, dass von drei Wellen getragen wird. Im Heck des Bootes stehen die Brüder Kyj, Schtschek und Choriw, während die Schwester Lybid am Bug des Bootes mit ausgebreiteten Armen steht.
Das von Wassyl Sacharowytsch Borodai geschaffene Denkmal steht auf einer roten Granitplatte in einem runden Springbrunnen an der Dneprpromenade im Nawodnyzkyj-Park und besteht aus geschmiedetem Kupfer und nicht aus Messing, wie der Bildhauer es eigentlich vorsah. Die 4,3 m hohen Skulpturen der Männer sind mit Glasbeton gefüllt, die 3,8 m hohe Lybid ist hohl.
Im Jahr 2010 wurde das Denkmal renoviert.

Figurengruppe der drei Brüder am Heck
Figur Lybid am Bug
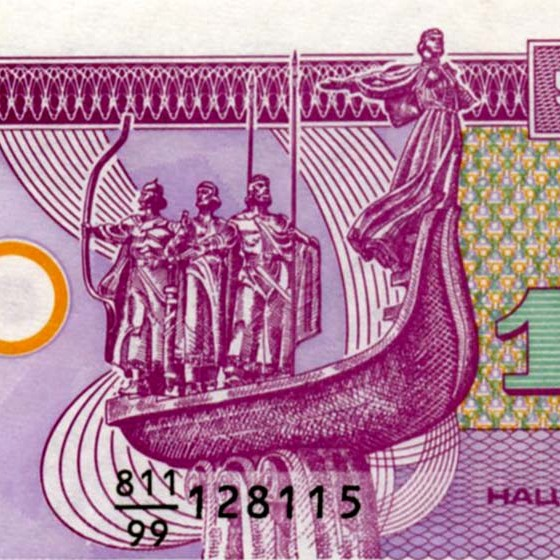
Das Denkmal für die Kiewer Stadtgründer auf einer ukrainischen Banknote